# Transport kolejowy w Turkmenistanie

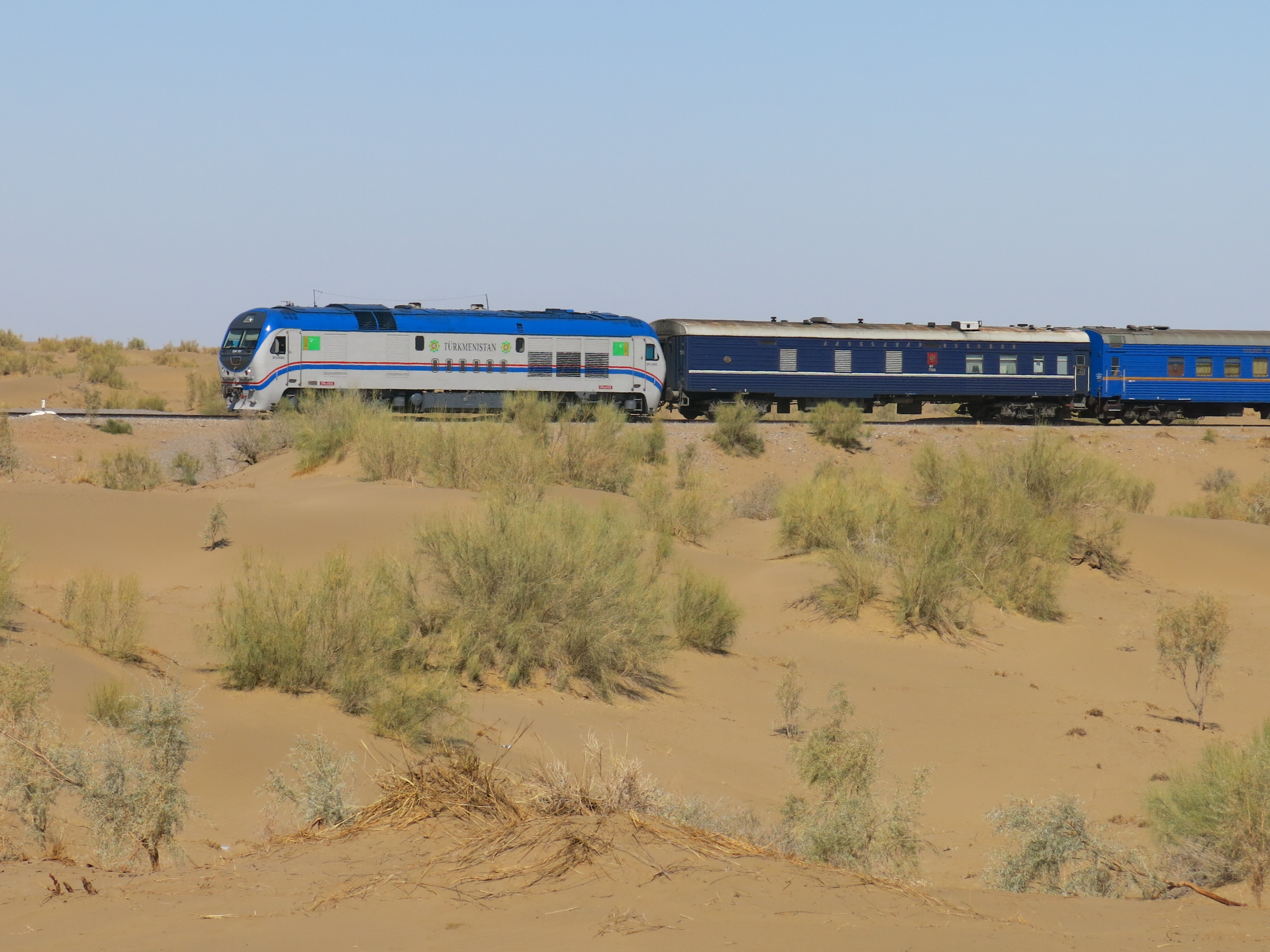
Turkmeński pociąg pasażerski

Transport kolejowy w Turkmenistanie – system transportu kolejowego działający na terenie Turkmenistanu.
W Turkmenistanie istnieje 5113 km linii kolejowych. Wszystkie są niezelektryfikowane. Linie mają szeroki rosyjski rozstaw szyn – 1520 mm. Narodowy przewoźnik to Türkmendemirýollary.

## Historia
Pierwszą linią kolejowa na terenie obecnego Turkmenistanu była Zakaspijska Kolej Żelazna, której budowę rozpoczęto w 1880 roku, a ukończono w 1888 roku.
W 1955 roku wycofano z ruchu parowozy. Od tej pory cały ruch realizowany jest trakcją spalinową.
Po rozpadzie ZSRR Turkmenistan rozpoczął rozbudowę nowych linii. Uruchomiono m.in. odcinki: Aszchabad — Daszoguz, Turkmenabat — Kerki, Tedżen — Serachs.
W 2013 rozpoczęto się budowę linii do przejścia granicznego Ymamnazar/Akina na granicy z Afganistanem. Linię uruchomiono w listopadzie 2016 roku. 14 stycznia 2021 roku linię przedłużono do afgańskiego miasta Andchoj.
W lutym 2018 roku uruchomiono linię z Serhetabatu do Toraghundi w Afganistanie.
11 maja 2013 roku otwarto linię ze stacji Bołaszak w Kazachstanie do stacji Serhetyaka w Turkmenistanie. 3 grudnia 2014 roku linię przedłużono przez Bereket aż do Gorganu w Iranie. Jest to tak zwana Międzynarodowa Magistrala Północ-Południe (nazywana również magistralą Uzen-Bereket-Gorgan) łącząca Kazachstan, Turkmenistan i Iran. 

## Przewozy
Rocznie turkmeńska kolej przewozi około 6 milionów pasażerów.